# 진경
진경(1972년 3월 27일 ~ )은 대한민국의 배우이다.

## 학력
- 서울잠전국민학교 (졸업)
- 선화예술중학교 피아노과 (졸업)
- 대원외국어고등학교 스페인어과 (졸업)
- 한국예술종합학교 연극원 연기과 (예술사)
- 한국예술종합학교 대학원 연기과 (예술전문사)

## 출연 작품

### 드라마
- 2008년 SBS 드라마스페셜 《일지매》
- 2009년 MBC 창사 48주년 월화 특별기획 《선덕여왕》
- 2009년 KBS2 주말연속극 《솔약국집 아들들》 ... 의사 역
- 2010년 SBS 드라마스페셜 《산부인과》 ... 쌍둥이 임산부 역 (특별출연)
- 2010년 SBS 월화 미니시리즈 《나는 전설이다》 ... 해나 역
- 2011년 SBS 아침 일일연속극 《장미의 전쟁》 ... 김난정 역
- 2012년 SBS 드라마스페셜 《유령》 ... 오연숙 역 (특별출연)
- 2012년 KBS1 저녁 일일연속극 《힘내요 미스터 김》 ... 조재남 역
- 2012년 KBS2 수목 미니시리즈 《세상 어디에도 없는 착한남자》 ... 현정화 역
- 2012년 KBS2 주말연속극 《넝쿨째 굴러온 당신》 ... 민지영 역
- 2013년 MBC 수목 미니시리즈 《여왕의 교실》 ... 정화신 역
- 2013년 tvN 월화 미니시리즈 《빠스껫 볼》 ... 밤실댁 역
- 2013년 KBS2 월화 미니시리즈 《굿 닥터》 ... 남주연 역
- 2013년 KBS2 드라마 스페셜 《끈질긴 기쁨》 ... 진경 역
- 2014년 SBS 드라마스페셜 《괜찮아, 사랑이야》 ... 이영진 역
- 2014년 KBS2 주말연속극 《참 좋은 시절》 ... 차해주 역
- 2014년 MBN 주말 특별기획 드라마 《천국의 눈물》 (특별출연)
- 2014년 KBS2 드라마 스페셜 《액자가 된 소녀》 ... 서지은 역
- 2014년 SBS 드라마스페셜 《피노키오》 ... 송차옥 역
- 2015년 KBS2 월화 미니시리즈 《블러드》 ... 최경인 역
- 2015년 SBS 주말특별기획드라마 《너를 사랑한 시간》 ... 최미향 역
- 2015년 KBS2 월화 미니시리즈 《오 마이 비너스》 ... 최혜란 역
- 2016년 OCN 주말 미니시리즈 《동네의 영웅》 ... 선영 역
- 2016년 KBS2 수목 미니시리즈 《함부로 애틋하게》 ... 신영옥 역
- 2016년 MBC 월화 미니시리즈 《캐리어를 끄는 여자》 ... 구지현 역
- 2016년 중국 소후 닷컴 웹드라마 《고호의 별이 빛나는 밤에》
- 2016년 SBS 월화 미니시리즈 《낭만닥터 김사부》 ... 오명심 역
- 2017년 JTBC 금토 미니시리즈 《언터처블》 ... 정윤미 역
- 2018년 KBS2 주말연속극 《하나뿐인 내편》 ... 나홍주 역
- 2019년 KBS2 드라마 스페셜 《웬 아이가 보았네》 ... 원미 역
- 2020년 SBS 월화 미니시리즈 《낭만닥터 김사부 2》 ... 오명심 역
- 2020년 KBS2 주말연속극 《오! 삼광빌라!》 ... 정민재 역
- 2021년 tvN 월화 미니시리즈 《루카：더 비기닝》 ... 황정아 역
- 2021년 tvN 수목 미니시리즈 《멜랑꼴리아》 ... 노정아 역
- 2022년 ENA & Seezn & 넷플릭스 수목 미니시리즈 《이상한 변호사 우영우》 ... 태수미 역
- 2022년 tvN 수목 미니시리즈 《월수금화목토》 ... 유미호 역
- 2023년 SBS 금토 미니시리즈 《낭만닥터 김사부 3》 ... 오명심 역
- 2023년 NETFILX 오리지널 드라마 《퀸메이커》 ... 서민정 역
- 2023년 NETFILX 오리지널 드라마 《택배기사》 ... 대통령 역
- 2023년 tvN 월화 미니시리즈 《소용없어 거짓말》 ... 차향숙 역
- 2023년 MBC 금토 미니시리즈 《열녀박씨 계약결혼뎐》 ... 민혜숙 역
- 2025년  KBS 2TV 저녁 주말드라마 《화려한 날들》

### 영화
- 2001년 《나도 아내가 있었으면 좋겠다》 ... 은행원 역
- 2001년 《파라다이스 빌라》 ... 정수기 여자 역
- 2004년 《미소》 ... 안 작가 역
- 2004년 《그녀를 믿지 마세요》 ... 주영옥 역
- 2004년 《어린 신부》 ... 신혼 여 역
- 2006년 《도마뱀》 ... 여 선생 역
- 2006년 《음란서생》 ... 윤서 처/댓글마님 3 역
- 2007년 《특별시 사람들》 ... 담임 역
- 2009년 《그녀들의 방》 ... 박 선생 역
- 2009년 《날아라 펭귄》 ... 권수민 역
- 2009년 《이태원 살인사건》 ... 박 검사 아내 역
- 2010년 《반가운 살인자》 ... 미영 역
- 2011년 《달빛 길어올리기》 ... 여과장 역
- 2011년 《부러진 화살》 ... 박준 아내 역
- 2011년 《오늘》 ... 상우의 누나 역
- 2011년 《헤드》 ... 여자 간병사 역
- 2011년 《글러브》 ... 선생 수녀 역
- 2012년 《열여덟,열아홉》 ... 담임선생 역
- 2012년 《부러진 화살》 ... 박준 아내 역
- 2012년 《미쓰GO》 ... 미스 고 역(우정출연)
- 2013년 《파파로티》 ... 미선 역
- 2013년 《감시자들》 ... 이영숙 실장 역
- 2014년 《슬로우 비디오》 ... 노처녀 심 역
- 2015년 《은밀한 유혹》 ... 장혜진 역
- 2015년 《암살》 ... 안성심 역 (천만영화)
- 2015년 《베테랑》 ... 이주연 역 (천만영화)
- 2015년 《비밀》 ... 김 기자 역(특별출연)
- 2015년 《열정같은소리하고있네》 ... 장대표 역
- 2016년 《대배우》 ... 지영 역
- 2016년 《마스터》 ... 김엄마 / 김미영 역
- 2018년 《레슬러》 ... 미라 역
- 2018년 《목격자》 ... 수진 역
- 2019년 《썬키스 패밀리》 ... 정유미 역
- 2020년 《지푸라기라도 잡고 싶은 짐승들》... 영선 역
- 2021년 《발신제한》 ... 반영희 역
- 2022년 《야차》 ... 염정원 역
- 2023년 《밀수》 ... 로라 사장 역 (우정출연)
- 2023년 《소년들》 … 윤미숙 역
- 2024년 《베테랑 2》 … 이주연 역

### 연극
- 1998년 《어사 박문수》 ... 박문수 역
- 1998년 《종이 열대어》
- 1998년 《키스》
- 1998년 《깨어진 항아리》
- 1999년 《소통과 불통》
- 1999년 《하얀 동그라미 이야기》
- 2000년 《싸움터의 산책》
- 2000년 ~ 2001년 《이(爾)》 ... 장녹수 역
- 2002년 《하지마》
- 2002년 《깔리굴라 1237호》
- 2003년 《악당의 조건》
- 2003년 《대대손손》
- 2003년 《날 보러와요》
- 2005년 《위트》
- 2005년 《6월의 아트》
- 2006년 《이(爾)》 ... 장녹수 역
- 2006년 《날 보러와요》 ... 박 기자 역
- 2007년 《반성》
- 2007년 《8인의 여인》 ... 루이즈 역
- 2007년 《오레스테스》 ... 카산드라 역
- 2008년 《윤영선 페스티벌 - 임차인》
- 2008년 《과학하는 마음》 ... 나오코 셰킨즈 역
- 2009년 《돌아서서 떠나라》 ... 채희주 역
- 2010년 《클로져》 ... 안나 역
- 2010년 《커튼콜의 유령》 ... 귀족부인 마리 역
- 2011년 《쿠킹 위드 엘비스》 ... 엄마 역
- 2013년 《이제는 애처가》 ... 기타미 사쿠라 역
- 2017년 《그와 그녀의 목요일》 ... 연옥 역

### 방송
- 2013년 KBS1 《사랑의 리퀘스트》 696회
- 2017년 KBS1 UHD 유네스코 세계유산 8부작 《자연의 타임캡슐》 ... 내레이션
- 2017년 MBC 《휴먼다큐 사랑 - 성준이와 산소통》 ... 내레이션

### 광고
- 한국코와 카베진
- 한국아지노모도 보노스프
- 기아자동차 모닝

## 수상 및 후보
| 연도 | 시상식                        | 부문                           | 작품                         | 결과 |
| ---- | ----------------------------- | ------------------------------ | ---------------------------- | ---- |
| 2012 | KBS 연기대상                  | 여자 조연상                    | 넝쿨째 굴러온 당신           | 후보 |
| 2013 | KBS 연기대상                  | 여자 조연상                    | 굿 닥터                      | 후보 |
| 2013 | 제22회 부일영화상             | 여우조연상                     | 감시자들                     | 후보 |
| 2014 | 제50회 백상예술대상           | 영화부문 여자 조연상           | 감시자들                     | 수상 |
| 2014 | SBS 연기대상                  | 미니시리즈부문 여자 특별연기상 | 괜찮아, 사랑이야             | 수상 |
| 2014 | KBS 연기대상                  | 여자 조연상                    | 참 좋은 시절, 액자가 된 소녀 | 후보 |
| 2015 | 제36회 청룡영화상             | 여우조연상                     | 베테랑                       | 후보 |
| 2016 | 제11회 맥스무비 최고의 영화상 | 최고의 여자조연배우상          | 베테랑                       | 후보 |
| 2016 | MBC 연기대상                  | 특별기획부문 여자 황금연기상   | 캐리어를 끄는 여자           | 후보 |
| 2016 | SBS 연기대상                  | 장르드라마부문 여자 우수연기상 | 낭만닥터 김사부              | 후보 |
| 2018 | KBS 연기대상                  | 여자 조연상                    | 하나뿐인 내편                | 후보 |
| 2018 | KBS 연기대상                  | 베스트 커플상 (with 최수종)    | 하나뿐인 내편                | 수상 |
| 2019 | 제39회 황금촬영상             | 심사위원특별상                 | 목격자                       | 수상 |
| 2020 | SBS 연기대상                  | 여자 조연상                    | 낭만닥터 김사부 2            | 수상 |
| 2023 | SBS 연기대상                  | 시즌제 드라마부문 조연상       | 낭만닥터 김사부 3            | 후보 |
| 2023 | MBC 연기대상                  | 여자 조연상                    | 열녀박씨 계약결혼뎐          | 후보 |